# Campeonato Europeu de Halterofilismo de 2005
O Campeonato Europeu de Halterofilismo de 2005 foi a 84ª edição do campeonato, sendo organizado pela Federação Europeia de Halterofilismo, em Sófia, na Bulgária, entre 19 a 24 de abril de 2004. Foram disputadas 15 categorias (8 masculino e 7 feminino).

## Medalhistas

### Masculino
| Evento   | Ouro                          | Ouro     | Prata                        | Prata    | Bronze                            | Bronze   |
| -------- | ----------------------------- | -------- | ---------------------------- | -------- | --------------------------------- | -------- |
| 56 kg    | Sedat Artunç · Turquia        | 275,0 kg | Erol Bilgin · Turquia        | 265,0 kg | Vitali Dzerbianiou · Bielorrússia | 260,0 kg |
| 62 kg    | Sevdalin Minchev · Bulgária   | 297,5 kg | Adrian Jigău · Roménia       | 295,0 kg | Stefan Georgiev · Bulgária        | 290,0 kg |
| 69 kg    | Demir Demirev · Bulgária      | 335,0 kg | Ferit Şen · Turquia          | 330,0 kg | Mehmed Fikretov · Bulgária        | 312,5 kg |
| 77 kg    | Taner Sağır · Turquia         | 360,0 kg | Sebastian Dogariu · Roménia  | 347,5 kg | Ivan Stoitsov · Bulgária          | 345,0 kg |
| 85 kg    | Ruslan Novikau · Bielorrússia | 375,0 kg | Valeriu Calancea · Roménia   | 367,5 kg | Arsen Melikian · Armênia          | 362,5 kg |
| 94 kg    | Hakan Yılmaz · Turquia        | 385,0 kg | Andrei Skorobogatov · Rússia | 382,5 kg | Kostiantyn Piliyev · Ucrânia      | 380,0 kg |
| 105 kg   | Vladimir Smorchkov · Rússia   | 422,5 kg | Bünyami Sudaş · Turquia      | 410,0 kg | Ramūnas Vyšniauskas · Lituânia    | 410,0 kg |
| + 105 kg | Viktors Ščerbatihs · Letônia  | 450,0 kg | Yevgueni Chiguishev · Rússia | 447,5 kg | Ashot Danielian · Armênia         | 440,0 kg |

Notas
1. ↑  Halil Mutlu da Turquia originalmente ganhou o ouro, mas posteriormente foi desclassificado por violação antidoping[4]

### Feminino
| Evento  | Ouro                              | Ouro  | Prata                            | Prata | Bronze                         | Bronze |
| ------- | --------------------------------- | ----- | -------------------------------- | ----- | ------------------------------ | ------ |
| 48 kg   | Svetlana Ulianova · Rússia        | 177,5 | Rebeca Sires Rodríguez · Espanha | 175,0 | Donka Mincheva · Bulgária      | 165,0  |
| 53 kg   | Nastassia Novikava · Bielorrússia | 195,0 | Mărioara Munteanu · Roménia      | 192,5 | Nataliya Trotsenko · Ucrânia   | 187,5  |
| 58 kg   | Marina Shainova · Rússia          | 222,5 | Aleksandra Klejnowska · Polónia  | 210,0 | Marieta Gotfryd · Polónia      | 200,0  |
| 63 kg   | Svetlana Shimkova · Rússia        | 235,0 | Dominika Misterska · Polónia     | 220,0 | Guergana Kirilova · Bulgária   | 220,0  |
| 69 kg   | Zarema Kasayeva · Rússia          | 265,0 | Olga Kiseliova · Rússia          | 252,5 | Nataliya Davydova · Ucrânia    | 242,5  |
| 75 kg   | Svetlana Podobedova · Rússia      | 262,5 | Valentina Popova · Rússia        | 260,0 | Rumiana Petkova · Bulgária     | 235,0  |
| + 75 kg | Viktoriya Shaimardanova · Ucrânia | 270,0 | Yuliya Dovhal · Ucrânia          | 260,0 | Yordanka Apostolova · Bulgária | 242,5  |

## Quadro de medalhas
Quadro de medalhas no total combinado
| Ordem | País         | Medalha de ouro | Medalha de prata | Medalha de bronze | Total |
| ----- | ------------ | --------------- | ---------------- | ----------------- | ----- |
| 1     | Rússia       | 6               | 4                | 0                 | 10    |
| 2     | Turquia      | 3               | 3                | 0                 | 6     |
| 3     | Bulgária     | 2               | 1                | 7                 | 9     |
| 4     | Bielorrússia | 2               | 1                | 0                 | 3     |
| 5     | Ucrânia      | 1               | 1                | 3                 | 5     |
| 6     | Letônia      | 1               | 0                | 0                 | 1     |
| 7     | Roménia      | 0               | 3                | 1                 | 4     |
| 8     | Polónia      | 0               | 2                | 1                 | 3     |
| 9     | Espanha      | 0               | 1                | 0                 | 1     |
| 10    | Armênia      | 0               | 0                | 2                 | 2     |
| 11    | Lituânia     | 0               | 0                | 1                 | 1     |
| Total | Total        | 15              | 16               | 14                | 45    |